# هليكوبتر الخليج
هليكوبيرات خليج هي شركة تقدم خدمات طائرات الهليكوبتر بشكل أساسي لخدمة صناعة النفط والغاز في الشرق الأوسط واليمن وشمال إفريقيا والهند . وهي شركة تابعة بنسبة 100٪ لشركة الخليج الدولية للخدمات تحت مظلة قطر للبترول ، ومقرها في الدوحة ، قطر . توفر خدمات النقل للعملاء في الخليج العربي واليمن وشمال إفريقيا والهند . من بين الخدمات الأخرى التي يقدمونها الدعم الزلزالي ، ورفع الحمولة ، ودعم العقود «المخصصة» قصيرة الأجل ، والنقل التنفيذي لكبار الشخصيات ، وخدمات الطوارئ الطبية بطائرات الهليكوبتر. تدير الشركة أسطولًا من 37 طائرة هليكوبتر ولديها 300 موظف. لديهم أيضا مكاتب في غرب ساسكس ، المملكة المتحدة ، مومباي ، الهند ، وطرابلس ، ليبيا.